# آندراکاتا
آندراکاتا (به لاتین: Andrakata) یک منطقهٔ مسکونی در ماداگاسکار است که در بخش انداپا واقع شده‌است. آندراکاتا ۱۵٬۴۰۱ نفر جمعیت دارد و ۴۳۴ متر بالاتر از سطح دریا واقع شده‌است.